# (12838) Adamsmith
Pour les articles homonymes, voir Adam Smith (homonymie).
(12838) Adamsmith est un astéroïde de la ceinture principale.

## Description
(12838) Adamsmith est un astéroïde de la ceinture principale. Il fut découvert le 9 mars 1997 à La Silla par Eric Walter Elst. Il présente une orbite caractérisée par un demi-grand axe de 2,88 UA, une excentricité de 0,06 et une inclinaison de 1,2° par rapport à l'écliptique.

## Compléments